# Walter Jordan
Walter Lee Jordan, (Perry, Alabama, 19 de febrer de 1956) és un exjugador de bàsquet nord-americà. Amb 2.01 d'alçada, el seu lloc natural a la pista era el d'aler.

## Carrera esportiva
Va començar jugant el 1978 a la CBA, primer als Washington Lumberjacks, canviant els següents anys als Utica Olympics i Hawaii Volcanos. El 1980 va ser contractat pels Cleveland Cavaliers de l'NBA, a on jugaria tota la temporada. La temporada següent també jugaria tot un any als Montana Golden Nuggets, de la CBA. La temporada 1982-83 faria el salt a l'Atlàntic per jugar a la lliga espanyola, de la mà del CB Valladolid. La temporada següent iniciaria la temporada amb el Joventut de Badalona, però una lesió de genoll va fer que fos substituït per David Russell a meitat de temporada. De tornada als Estats Units va seguir jugant en diferents equips de la CBA com els Detroit Spirits, els Toronto Tornados i els Albany Patroons, fins que els 1986 es va retirar.